# پنکووتسی
پنکووتسی (به بلغاری: Penkovtsi) یک منطقهٔ مسکونی در بلغارستان است که در شهرستان گابروو واقع شده‌است.